# Mogno

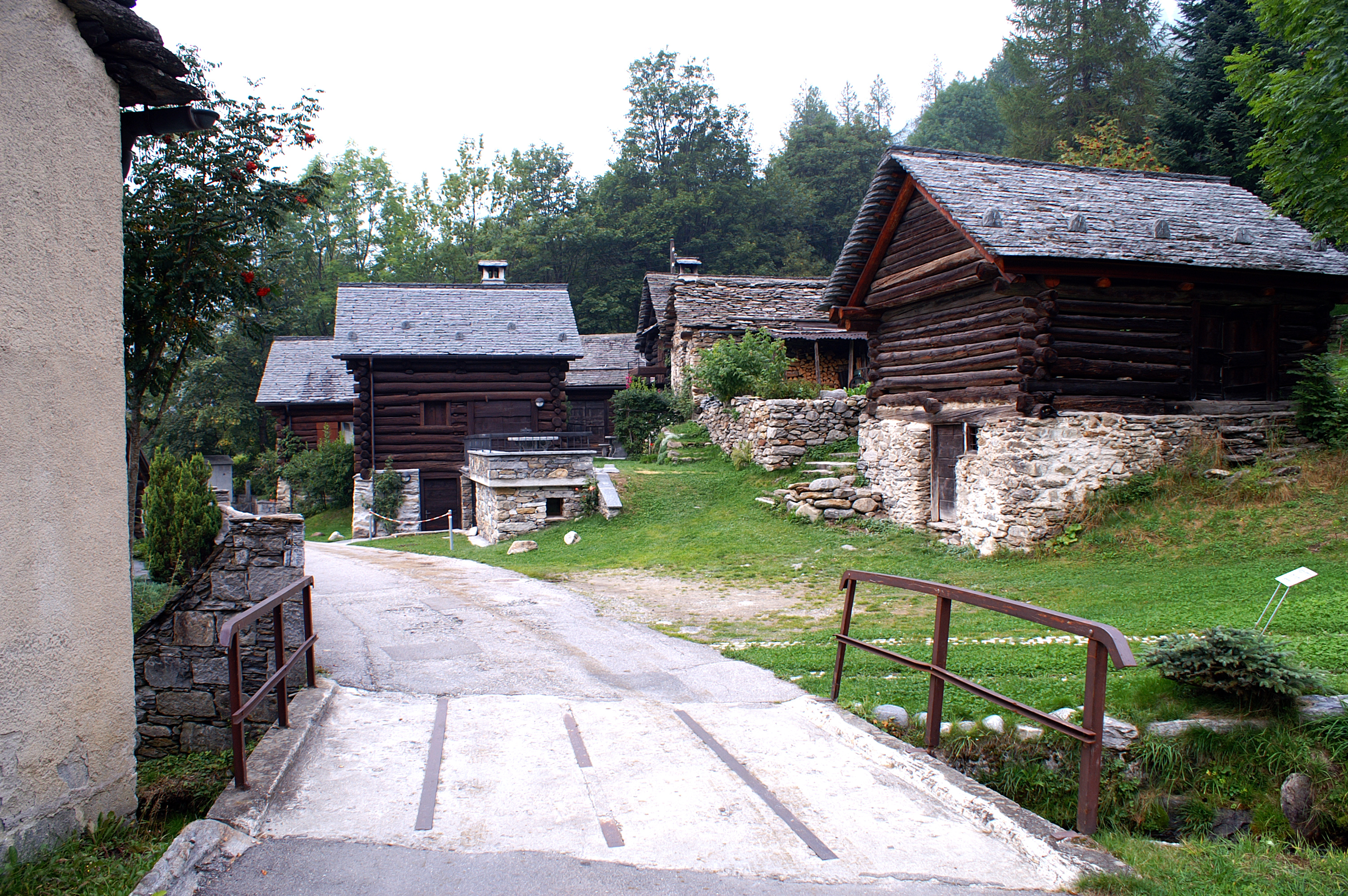
Ortsansicht von Mogno

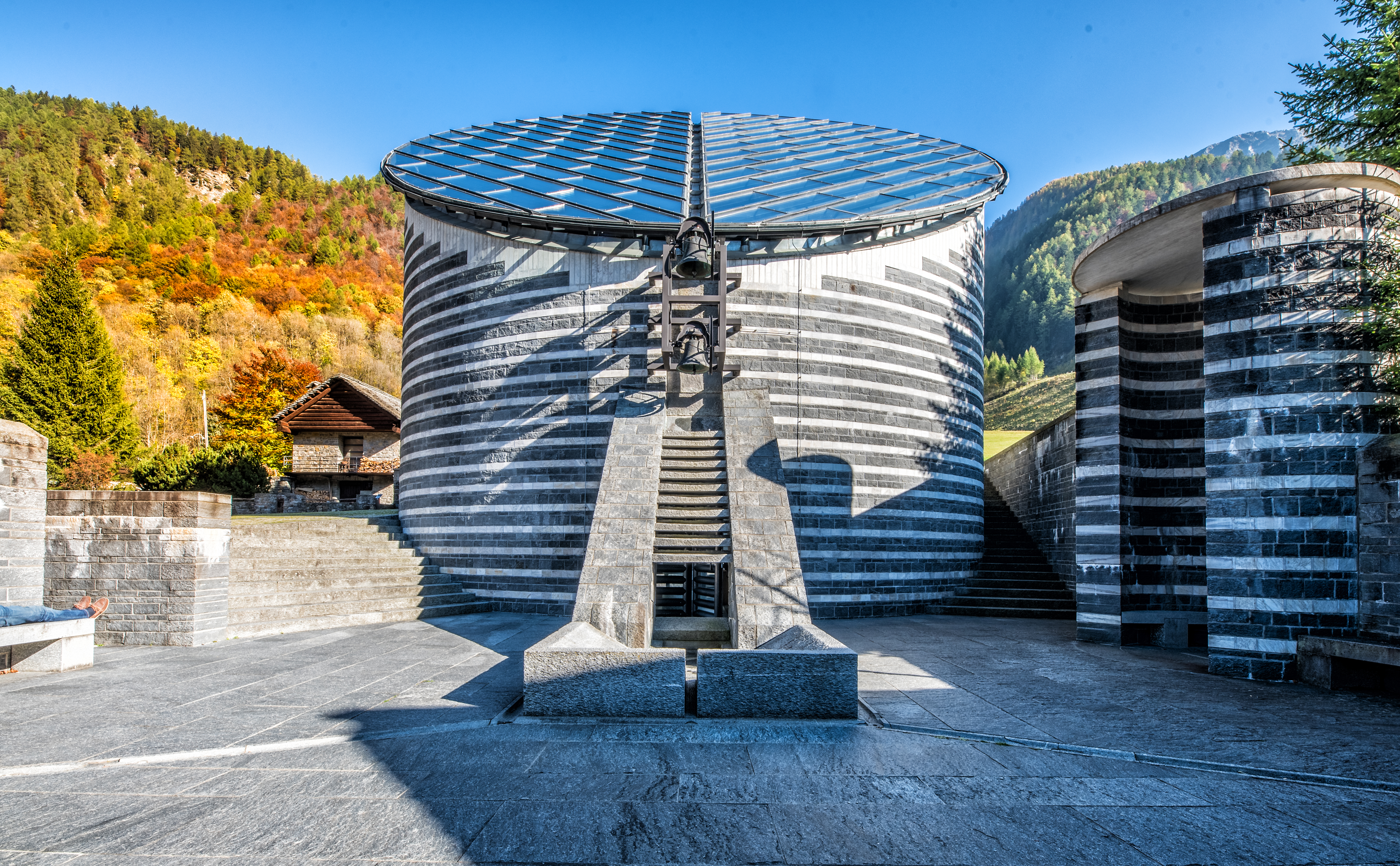
Mogno mit Kirche San Giovanni Battista

Mogno (im alpinlombardischen Dialekt Mugn) ist eine Ortschaft in der Gemeinde Lavizzara, Kanton Tessin, Schweiz. Der Ort ist überregional bekannt durch die Kirche San Giovanni Battista, die vom Tessiner Architekten Mario Botta entworfen wurde.

## Geographie
Mogno liegt auf 1180 m ü. M. auf der linken Seite des von der Maggia durchflossenen Val Lavizzara.

## Geschichte
Der Ort war bis ins 18. Jahrhundert ganzjährig bewohnt und diente seither als Maiensäss. 1936 wurde Mogno, bis dahin Gemeingut der Gemeinden Fusio, Peccia und Prato-Sornico, der Gemeinde Fusio zugeteilt, welche 2004 in der Gemeinde Lavizzara aufging. 
Am 25. April 1986 wurden die alte, 1636 erbaute Kirche sowie ein Dutzend Häuser des Ortes von einer Lawine zerstört. Zu diesem Zeitpunkt befanden sich keine Bewohner im Ort, so dass keine Personen zu Schaden kamen.
In den letzten Jahren wurden infolge des wachsenden Tourismus mehrere Häuser renoviert und ausgebaut, von denen inzwischen einige wieder ganzjährig bewohnt sind. Eine touristische Infrastruktur mit Hotels, Gaststätten oder Geschäften gibt es jedoch nicht. 

## Kultur und Sehenswürdigkeiten

### Sehenswürdigkeiten
- Neubau der Kirche San Giovanni Battista von 1997 mit zylindrischer Form, aus dem Cristallina-Marmor des oberen Valle di Peccia sowie Gneis aus dem Valle Maggia mit einem Dach aus Eisen und Glas[1][2]
- Zylindrisches Beinhaus[1][3]
- Verschiedene Bauernhäuser[1][4]
- Alte Wassermühle[5]
- Alter aufgeständerter Kornspeicher[6]